# Fuscidea
Fuscidea V. Wirth & Vězda (ciemnik) – rodzaj grzybów z rodziny  Fuscideaceae. Ze względu na współżycie z glonami zaliczany jest do grupy porostów.

## Systematyka i nazewnictwo
Pozycja w klasyfikacji według Index Fungorum: Fuscideaceae, Incertae sedis, Lecanoromycetidae, Lecanoromycetes, Pezizomycotina, Ascomycota, Fungi.
Synonimy nazwy naukowej: Biatorinella Deschâtres & Werner, Fuscidea V. Wirth & Vězda.
Nazwa polska według opracowania W. Fałtynowicza.

## Gatunki występujące w Polsce
- Fuscidea arboricola Coppins & Tønsberg 1992 – ciemnik nadrzewny
- Fuscidea austera (Nyl.) P. James 1980 – ciemnik skupiony
- Fuscidea cyathoides (Ach.) V. Wirth & Vězda – ciemnik kubkowy
- Fuscidea fagicola (Zschacke) Hafellner & Türk 2001[4] – ciemnik bukowy
- Fuscidea gothoburgensis (H. Magn.) V. Wirth & Vězda 1972 – ciemnik goteborski
- Fuscidea kochiana (Hepp) V. Wirth & Vězda 1972 – ciemnik Kocha
- Fuscidea lightfootii (Sm.) Coppins & P. James 1978 – ciemnik Lightfoota
- Fuscidea lygaea (Ach.) V. Wirth & Vězda 1972 – ciemnik niepozorny
- Fuscidea mollis (Wahlenb.) V. Wirth & Vězda 1972 – ciemnik miękki
- Fuscidea oculata Oberholl. & V. Wirth 1984 – ciemnik zwyczajny
- Fuscidea praeruptorum (Du Rietz & H. Magn.) V. Wirth & Vězda 1972 – ciemnik rozerwany
- Fuscidea pusilla Tønsberg 1992 – ciemnik drobny
- Fuscidea recensa (Stirt.) Hertel, V. Wirth & Vězda 1972 – ciemnik zakrzywiony

Nazwy naukowe na podstawie Index Fungorum. Nazwy polskie według W. Fałtynowicza.